# François Dauphin de la Forest
 (novembre 2023).
Si vous disposez d'ouvrages ou d'articles de référence ou si vous connaissez des sites web de qualité traitant du thème abordé ici, merci de compléter l'article en donnant les références utiles à sa vérifiabilité et en les liant à la section « Notes et références ».
François Dauphin de la Forest (1649-1714), personnalité française ayant exercée en Nouvelle-France, fut Officier des troupes de la marine, gouverneur du fort Saint-Louis-des-Illinois et gouverneur de Détroit. 

## Biographie
François Dauphin de la Forest naquit à Paris en 1649. Son père, Gabriel de La Forest, était lieutenant du prévôt de Paris.
En 1675, Cavelier de La Salle le nomme administrateur du fort Cataracoui bientôt dénommé fort Frontenac.
En septembre 1682, il conduit à Montréal le chef amérindien onontagué Teganissorens, délégué par les Cinq-Nations pour les représenter auprès du gouverneur de la Nouvelle-France.
En 1684, il est nommé gouverneur du pays des Illinois auprès des Amérindiens de la Nation des Illinois.
En 1690, il est chargé de protégé la mission Saint-Ignace et prend le commandement du Fort Buade qui sera bientôt remplacé par le Fort Michilimakinac.
En 1691, François Dauphin de la Forest est nommé capitaine du Fort Saint-Louis-des-Illinois, fort qui porta ce nom de, jusqu'en 1702 avant de prendre celui de Fort Pimiteoui. Ce fort fut également dénommé Fort Saint Louis II en raison d'un autre Fort Saint-Louis situé en Louisiane française, dans le Texas. Il y rejoint son cousin Henri de Tonti.
En 1702, il reçoit l'ordre de prendre ses quartiers à Trois-Rivières.
En 1705, il reçoit l'ordre de servir Fort Pontchartrain à Détroit grâce à Antoine de Lamothe-Cadillac qui vient de fonder le fort Pontchartrain du Détroit. Mais en 1710, il tombe malade et doit être remplacé par Jacques-Charles Renaud Dubuisson.
En 1714, François Dauphin de la Forest meurt à Québec.

## Hommages
Une rue a été nommée en son honneur, en 1994, dans l'ancienne ville de Sainte-Foy , maintenant fusionnée avec la ville de Québec.